# Thomas Edgar
Thomas Patrick Edgar (Brisbane, 21 giugno 1989) è un pallavolista australiano, opposto dell'Al-Ain.

## Carriera

### Club
La carriera di Thomas Edgar inizia a livello scolastico, quando entra a far parte nel 2004 della squadra di pallavolo maschile della Bundaberg State High School: in seguito riceve una borsa di studio dall'AIS, centro di allenamento dove trascorre un'annata.
Nella stagione 2008-09 firma il suo primo contratto all'estero, recandosi per due annate in Svezia, dove partecipa alla Elitserien col Linköpings, vincendo uno scudetto. Nel campionato 2010-11 approda in Polonia, dove centra col Trefl Gdańsk la promozione dal campionato cadetto alla Polska Liga Siatkówki, ma già nel campionato successivo cambia nuovamente maglia, questa volta approdando nella seconda divisione italiana, dove difende i colori del Corigliano Volley.
Dopo aver giocato il campionato 2012-13 nella massima divisione italiana con la Sir Safety Perugia, nel campionato seguente approda in Corea del Sud, dove partecipa alla V-League coi LIG Greaters per due annate. Resta sempre in Asia, spostandosi però in Cina, anche nella stagione 2015-16, in cui gioca per il Beijing, raggiungendo le finali scudetto, mentre nella stagione successiva si trasferisce in Argentina al Bolívar, vincendo la Liga Argentina de Voleibol da protagonista assoluto, venendo premiato come miglior giocatore della finale, miglior realizzatore, straniero e opposto del torneo, partecipando inoltre al campionato sudamericano per club, dove riceve un altro premio come miglior opposto.
Per il campionato 2017-18 viene ingaggiato dai JT Thunders, nella V.Premier League Giapponese, con cui si aggiudica una Coppa dell'Imperatore e riceve qualche riconoscimento individuale. Approda quindi in Turchia nella stagione 2022-23, difendendo i colori del Galatasaray, in Efeler Ligi, mentre nella stagione seguente è di scena negli Emirati Arabi Uniti con la formazione dell'Al-Ain.

### Premi individuali
Nel 2008 fa il suo esordio nella nazionale australiana, con la quale partecipa ai Giochi della XXX Olimpiade di Londra e vince la medaglia d'argento al campionato asiatico e oceaniano 2019, conquistando anche il titolo di MVP.

## Palmarès

### Club
- Campionato svedese: 1

2009-10
- Campionato argentino: 1

2016-17
- Coppa dell'Imperatore: 1

2018

### Premi individuali
- 2014 - V-League: MVP dell'All-Star Game
- 2017 - Campionato sudamericano per club: Miglior opposto
- 2017 - Liga Argentina de Voleibol: MVP della finale
- 2017 - Liga Argentina de Voleibol: Miglior realizzatore
- 2017 - Liga Argentina de Voleibol: Miglior straniero
- 2017 - Liga Argentina de Voleibol: Miglior opposto
- 2018 - V.Premier League: Miglior realizzatore
- 2018 - V.Premier League: Sestetto ideale
- 2019 - V.League Division 1: Miglior spirito combattivo
- 2019 - V.League Division 1: Sestetto ideale
- 2019 - Campionato asiatico e oceaniano: MVP